# Il Consiglio d'Egitto (romanzo)
Il Consiglio d'Egitto è un romanzo dello scrittore siciliano Leonardo Sciascia, pubblicato nel 1963.
Ambientato tra il 1782 e il 1795, narra la vicenda del frate cappellano maltese e falsario don Giuseppe Vella e quella, parallela, del giurista, intellettuale e patriota Francesco Paolo Di Blasi.  Vi compaiono come personaggi alcuni dei più influenti politici e intellettuali della Palermo del tempo. 
Dal romanzo è stata realizzata da Ghigo De Chiara una riduzione teatrale diretta da Lamberto Puggelli, con Turi Ferro nella parte dell'abate Vella, andata in scena per la prima volta il 20 aprile 1976 al Teatro Verga (sede del Teatro Stabile di Catania) e ripresa nel 1995 con la regia di Guglielmo Ferro trasmessa da RaiDue il 9 novembre del 1997 all'interno del programma Palcoscenico. Nel 2002 è uscito l'omonimo film di Emidio Greco, dove a interpretare Vella è l'attore Silvio Orlando.

## Trama
La vicenda si svolge a Palermo tra il 1782 e il 1795. L'ambasciatore del Marocco Abdallah Mohamed ben Olman è costretto, in un viaggio di ritorno, a fermarsi al porto di Palermo per una tempesta. La città è governata dal viceré Domenico Caracciolo, che si trova in difficoltà perché non riesce a trovare un interprete dall'arabo. Si presenta il cappellano del monastero di San Martino alle Scale, don Giuseppe Vella, uomo modesto e umile. L'ambasciatore si fa accompagnare per la città, volendo conoscere i monumenti, e Vella lo porta al monastero di San Martino, facendogli conoscere i preziosi codici della biblioteca, tra cui spicca un curioso codice in arabo, che nessuno è riuscito a tradurre. L'ambasciatore riferisce a Vella che il codice altro non è che una delle tante vite di Maometto.
La prospettiva di perdere l'importanza da poco acquisita fa balenare a Vella l'idea di riportare infedelmente quanto detto dall'ambasciatore: il codice, dice Vella, è una raccolta di preziosi documenti relativi alla Sicilia e lui potrebbe tradurlo; presenta il progetto a monsignor Alfonso Airoldi, che accetta, promettendogli una casa appartata a Mezzomonreale. Il progetto di traduzione apre le porte dell'élite culturale di Palermo e della Corte reale a Vella, che inizia ad essere richiesto nei salotti per la sua conoscenza dell'arabo (in realtà solo millantata, essendo lui di origini maltesi). Tornato nella casa concessagli dal monsignore, si mette ad architettare un falso con il codice della biblioteca (che è una biografia del profeta Maometto), inserisce dei caratteri arabi e millanta la grande scoperta di aver rinvenuto un codice diplomatico con le lettere degli emiri arabi alla Sicilia; viene così pubblicato il Consiglio di Sicilia.
Nel frattempo la fama di Vella cresce: gli viene proposta la cattedra di lingua araba all'Accademia di San Ferdinando (la futura università), mentre è vezzeggiato da Caracciolo e spinto, con la pubblicazione del manoscritto, a dimostrare l'infondatezza dei vari privilegi e delle leggi a favore dei baroni e a danno della corona, esistenti sin dall'epoca normanna. Per documentarsi sulla materia storico-giuridica, Vella frequenta l'avvocato Francesco Paolo De Blasi. Dopo la pubblicazione del primo manoscritto, Vella si dedica alla composizione del Consiglio d'Egitto, prosecuzione di traduzione di lettere e diplomi degli emiri arabi, dei sultani d'Egitto, dei sovrani normanni alla corte di Ruggero, Roberto il Guiscardo ecc. Nel frattempo, alcuni eruditi siciliani, tra cui il dotto Rosario Gregorio, iniziano ad avere seri dubbi sulla validità storico-scientifica dei testi pubblicati da Vella.
La polemica letterario-erudita si infiamma; viene coinvolta direttamente la Corona di Napoli, sicché il Re incarica alcuni studiosi europei dell'arabo, come il giovane Joseph Hager, di consultare le fonti cui ha attinto Vella, il quale si avvale della complicità del monaco Cammilleri per far sparire alcuni documenti falsificati, in vista di una possibile perquisizione, che puntualmente avviene. Costretto a confessare Cammilleri, l'abate Vella, con una saluta ormai debilitata, è arrestato e processato. Durante il processo, le controversie proseguono tra l'arcivescovo Airoldi e l'avvocato De Blasi, intento a difendere l'abate Vella dalle accuse di Gregorio e Hager, fino a giungere a una clamorosa condanna dell'avvocato stesso come compiacente falsificatore insieme al Vella; De Blasi morirà decapitato. All'abate Vella, la cui pena, grazie alla protezione dell'Airoldi, è comminata al domicilio coatto a Mezzomonreale, non resta che trascorrere gli ultimi anni di vita in silenzio.

## Edizioni
- Leonardo Sciascia, Il Consiglio d'Egitto, collana «I Coralli» n° 171, Einaudi, Torino, 1963, pp. 183
- Leonardo Sciascia, Il Consiglio d'Egitto, collana «Nuovi Coralli» n° 43, Einaudi, Torino, 1973, pp. 187
- Leonardo Sciascia, Il Consiglio d'Egitto, collana «I grandi bestsellers», Mondadori/DeAgostini, Milano, 1986, pp. 183
- Leonardo Sciascia, Il Consiglio d'Egitto, in Opere 1956-1971, a cura di Claude Ambroise, Bompiani, Milano, 1987, pp. 485-641
- Leonardo Sciascia, Il Consiglio d'Egitto, collana «Fabula» n° 32, Adelphi, Milano, 1989, pp. 170
- Leonardo Sciascia, Il Consiglio d'Egitto, collana «Gli Adelphi» n° 358, Adelphi, Milano, 2009, pp. 170
- Leonardo Sciascia, Il Consiglio d'Egitto, in Opere, Volume I: Narrativa Teatro Poesia, a cura di Paolo Squillacioti, Adelphi, Milano, 2012, pp. 345-499
- Leonardo Sciascia, Il Consiglio d'Egitto, Adelphi eBook, Milano, 2014 (ePub e azw3 per Amazon Kindle)
- Leonardo Sciascia, Il Consiglio d'Egitto, collana «I libri del Corriere della Sera - Le opere di Leonardo Sciascia» n° 5, Corriere della Sera, Milano, 2016, pp. 214